# Eurogamer
Eurogamer é um site especializado em videogames com sede em Brighton, sul da Inglaterra. Publica notícias, análises, previews e entrevistas. Seu comando pertence à Eurogamer Network Ltd., criada em 1999 pelos irmãos Rupert e Nick Loman. O Eurogamer é, hoje, um dos mais importantes sites europeus relacionados a videogames. A Eurogamer Network alega que é o mais acessado site independente sobre videogames da Inglaterra, com mais de um milhão e oitocentos mil leitores em novembro de 2007, contando os acessos das divisões francesa e alemã, e que foi o primeiro do ramo a sujeitar seu tráfego a uma auditoria pela ABC Electronic system.
Em 19 de maio de 2008 a Eurogamer Network Ltd., em parceria com a LusoPlay, lançou em Portugal a Eurogamer Portugal (Eurogamer.pt), sendo o quarto website da rede.

## Prêmios
O Eurogamer.net faturou, no Games Media Awards de 2007, prêmios nas categorias de melhor site de notícias de games e de melhor site de análises de games. O editor Tom Bramwell faturou o prêmio de melhor editor na categoria mídia digital especializada, e o editor da Eurogamer TV, Johnny Minkley, o de melhor TV ou rádio dedicados a videogames.
Rupert Loman já recebeu prêmios de Empreendedor do Ano de 2003 e o Sussex Business Awards.